# Philip Bijawat Frey
Philip Bijawat Frey (thailändisch ฟิลิป บิจาวัต เฟรย์; * 25. November 2006) ist ein deutsch-thailändischer Fußballspieler.

## Karriere
Philip Frey erlernte das Fußballspielen im Nachwuchs des Offenburger FV und wechselte von dort 2024 in die Jugend des  thailändischen Erstligisten Bangkok United. 2024 nahm der mit der U23-Mannschaft an der thailändischen U23-Meisterschaft teil. Hier bestritt er 13 Ligaspiele. Seit Januar 2025 gehört er auch fest zum Kader der Profimannschaft. Am 19. April 2025 absolvierte er sein Debüt in der ersten Liga gegen BG Pathum United (3:0), als er in der Nachspielzeit für Jakkapan Praisuwan eingewechselt wurde. Am Ende der Saison 2024/25 feierte er mit Bangkok die Vizemeisterschaft. Im Juli 2025 wechselte er auf Leihbasis zum ebenfalls in Bangkok beheimateten Zweitligisten Bangkok FC.

## Erfolge
Bangkok United
- Thailändischer Vizemeister: 2024/25